# Dominic Demeritte
Dominic Demeritte (* 22. Februar 1978 in Nassau) ist ein bahamaischer Sprinter, der sich auf den 200-Meter-Lauf spezialisiert hatte.

## Sportliche Laufbahn
Er war besonders bei Central American and Caribbean Championships erfolgreich. 
- 1994, im Alter von 16 Jahren, gewann er im Port of Spain bei den Junioren die Bronzemedaille im Dreisprung.
- 1996 in San Salvador war er mit Silber über 200 Meter (21,23 s) sowie Bronze über 100 Meter (10,73 s) und mit der 4-mal-400-Meter-Staffel (41,51 s) gleich dreimal erfolgreich.
- 2003 in St. George’s konnte er die 200 Meter in 20,43 s für sich entscheiden, nachdem bereits ein Jahr zuvor bei den NACAC U-25 Championships in San Antonio in 20,60 s Gold gewonnen hatte.
- 2005 in Nassau lief er gute 20,47 s, die für Bronze reichten.

Seine dritte Goldmedaille gewann er im Jahr 2004 bei den Hallenweltmeisterschaften in Budapest, wo er in 20,66 s Johan Wissman aus Schweden sowie den Deutschen Tobias Unger hinter sich ließ. Bereits ein Jahr vorher in Birmingham war er in 20,93 s hinter dem Briten Marlon Devonish und Joseph Batangdon aus Kamerun auf Platz 3 gekommen.
Olympische Ehren blieben ihm verwehrt. Über seine Spezialstrecke, die 200 Meter, startete er sowohl 2000 in Sydney als auch 2004 in Athen, schied aber vorzeitig aus.